# العيينة والجبيلة (الدرعية)
العيينة والجُبَيْلة بمحافظة الدرعية، قريتان من قرى محافظة الدرعية، والتابعة لمنطقة الرياض في السعودية. وتبعد العيينة والجبيلة عن محافظة الدرعية بمسافة تقارب 30كم. شهدت العيينة شمال الرياض على مر القرون الماضية أحداثا متباينة، وشكلت المنطقة طوال تاريخها قوة سياسية وعسكرية واقتصادية لافتة، حيث عدت من أبرز القرى والبلدان الواقعة على ضفاف وادي العرض وادي حنيفة، بعد أن انتشر بنو حنيفة في قرى اليمامة وعمروها وزرعوها.
وسجل التاريخ أن الشاعر العنجهي عمرو بن كلثوم أحد أصحاب شعراء المعلقات غزا العيينة وبالتحديد قرية بوضة «أباض»، التي أصبحت فيما بعد قاعدة لحكم نجدة بن عامر الحنفي في عهد الدولة الأموية كما شهدت العيينة مولد الشيخ محمد بن عبد الوهاب رائد الدعوة التصحيحية، والإصلاحية في الجزيرة العربية.

## المعالم التاريخية والأثرية

### الجبيلة
بدءا بالجبيلة تلك البلدة الصغيرة التي تعد بوابة الإقليم من جهتي الجنوب والشرق، ونحن نخوض لجة التاريخ فهذه «عقرباء» الروضة الغناء والبقعة التي دارت فيها معركة اليمامة ضمن حروب الردة، والتي قتل على أبوابها مسيلمة بن حبيب الحنفي، المعروف بـ(مسيلمة الكذاب)،لا تزال المعالم الأثرية لقبورهم باقية ومنها قبر الصحابي الجليل زيد بن الخطاب شقيق الخليفة الثاني عمر بن الخطاب رضي الله عنهما، وعلى طول الطريق بين العيينة والجبيلة كانت تلوح الشواهد الأثرية على الجبال ومنها أبراج ومراقب حجرية متنوعة الأشكال والأحجام كما أدهشتنا هندسة الآباء الأوائل في تصريف السيول عبر قنوات تتفرع من الوادي لتوزع المياه على المزارع بشكل دقيق يدل على جودة الفكر والإتقان غير أن المؤسف هو اندثار هذه الآثار لأسباب مختلفة طبيعية وبشرية ولم يبق من ذلك لذاكرة التاريخ سوى ما سجلته عدسات المصورين ومنها عدسة الدكتور عبد المحسن المعمر، قبل 30 عاما مما يعد توثيقا مهما لهذا الأثر.
- روضة عقرباء:

هو موقع دارت فيه معركة اليمامة بين المسلمين والمرتدين عن الإسلام في عام 11هـ.
- حديقة الموت:

افتتحها المسلمون وقتلوا فيها مسيلمة الكذاب، وأسوارها باقية إلى الآن.
- مقبرة الشهداء(شهداء اليمامة):

هي مقبرة يوجد بها قبور بعض الصحابة الذين استشهدوا في معركة اليمامة ومن بينهم قبر الصحابي زيد بن الخطاب شقيق الخليفة الثاني عمر بن الخطاب رضي الله عنهما.
- مركز شرطة الجبيلة القديم:

هو أول مركز للشرطة في السعودية، بُني في عهد الملك عبدالعزيز في عام 1357هـ، وكان له دور مهم في متابعة أهم الطرق التي تربط العاصمة والأقاليم الشمالية والغربية وكذلك الطرق المؤدية للحجاز آنذاك.

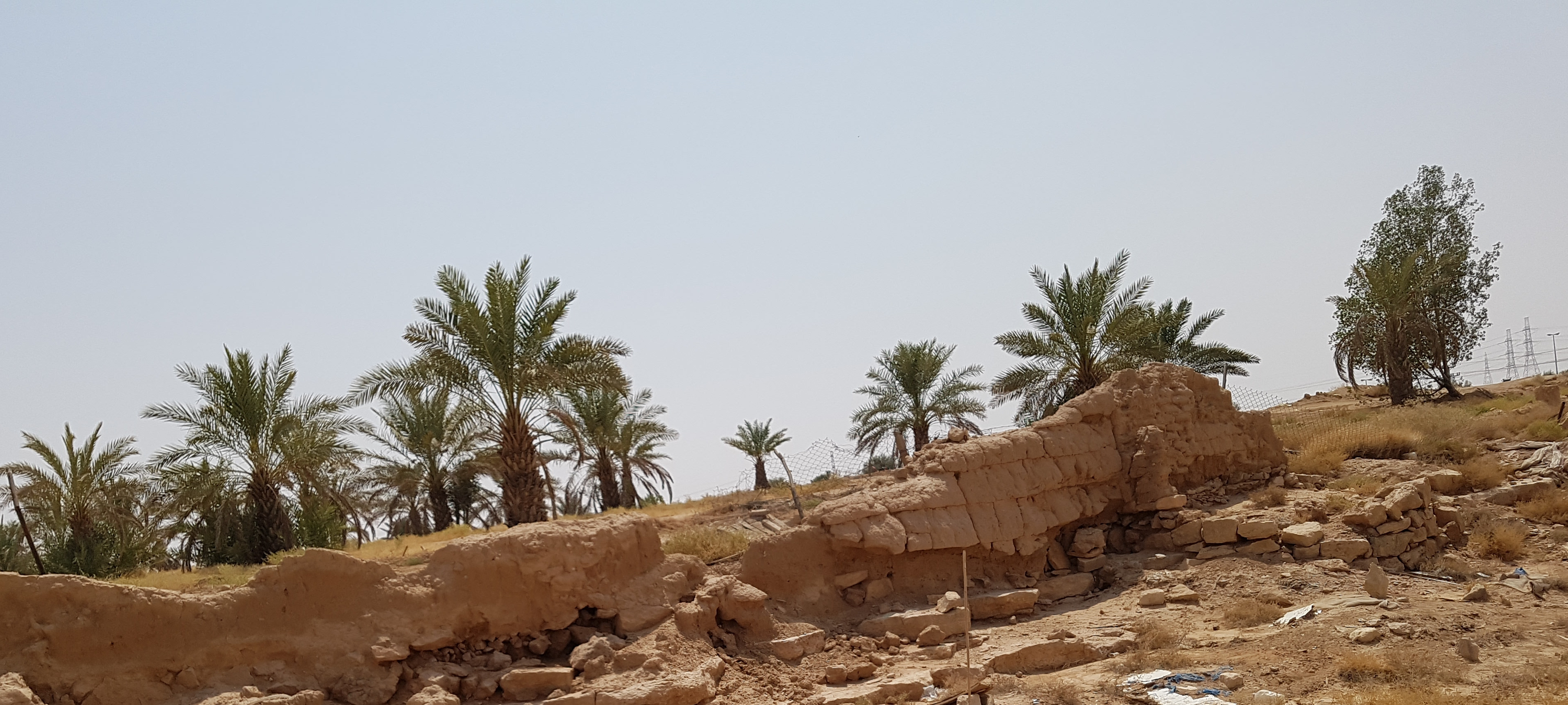
أسوار حديقة الموت
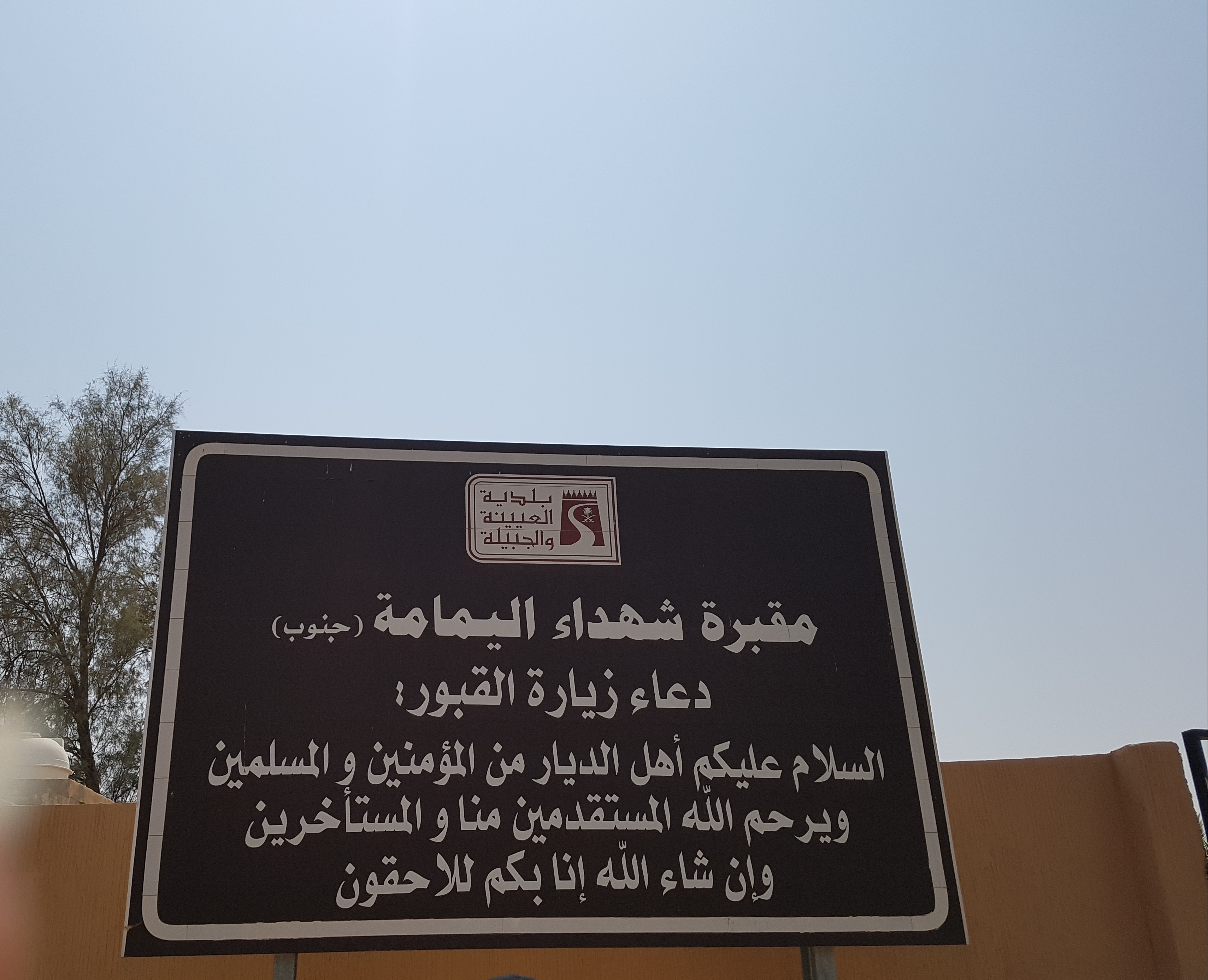
مقبرة شهداء اليمامة
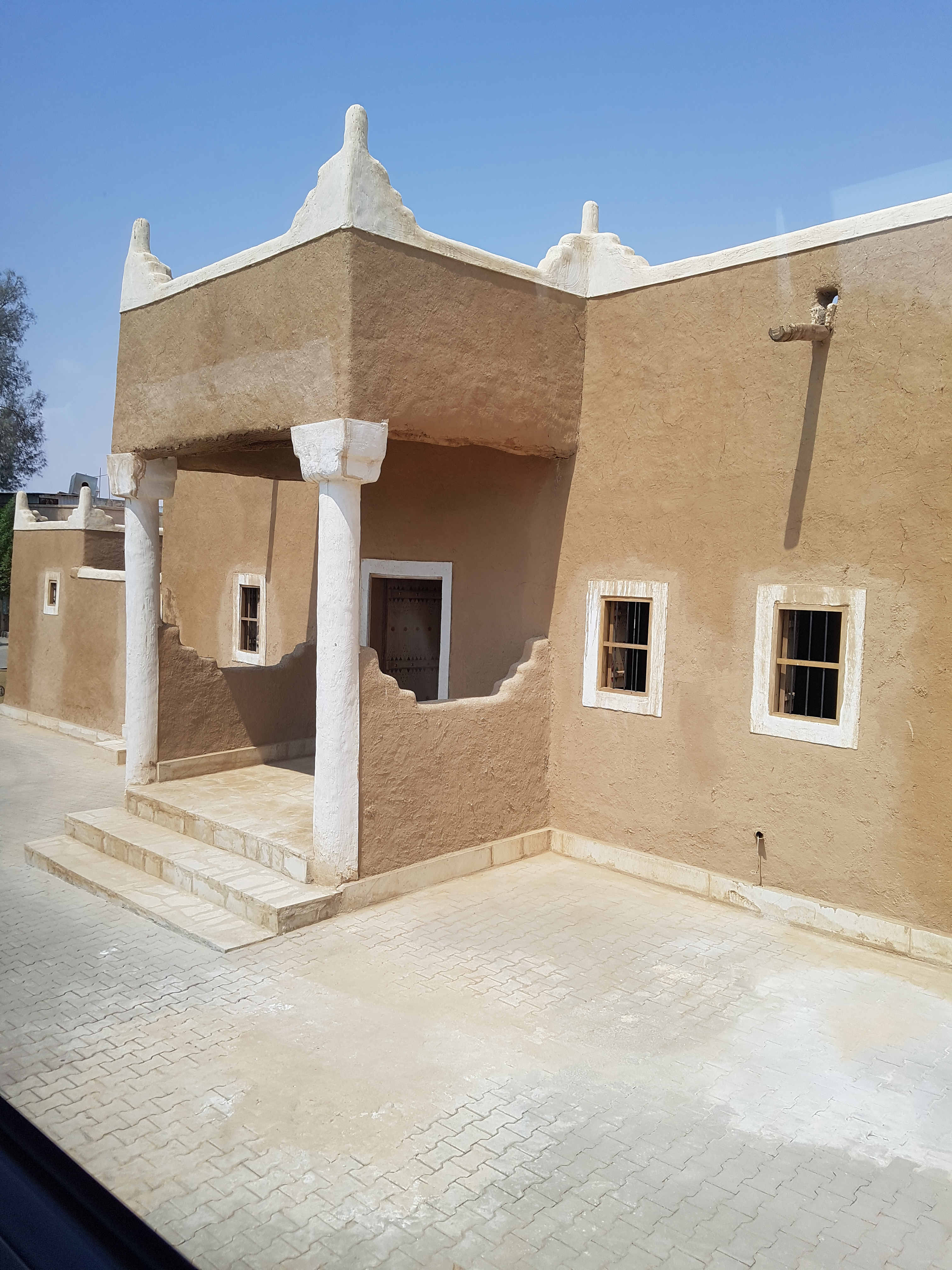
مركز شرطة الجبيلة قديمًا

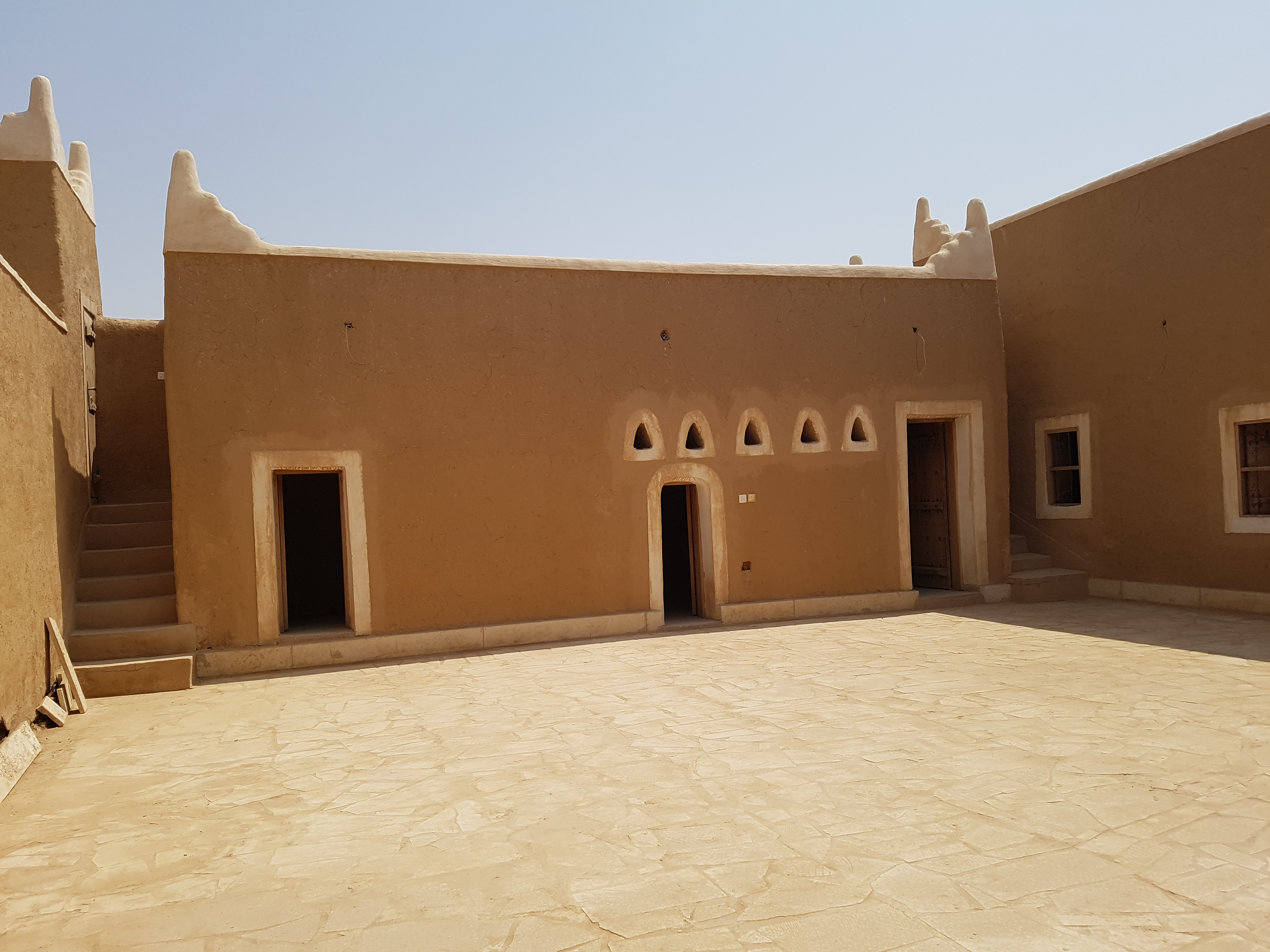
المركز من الداخل
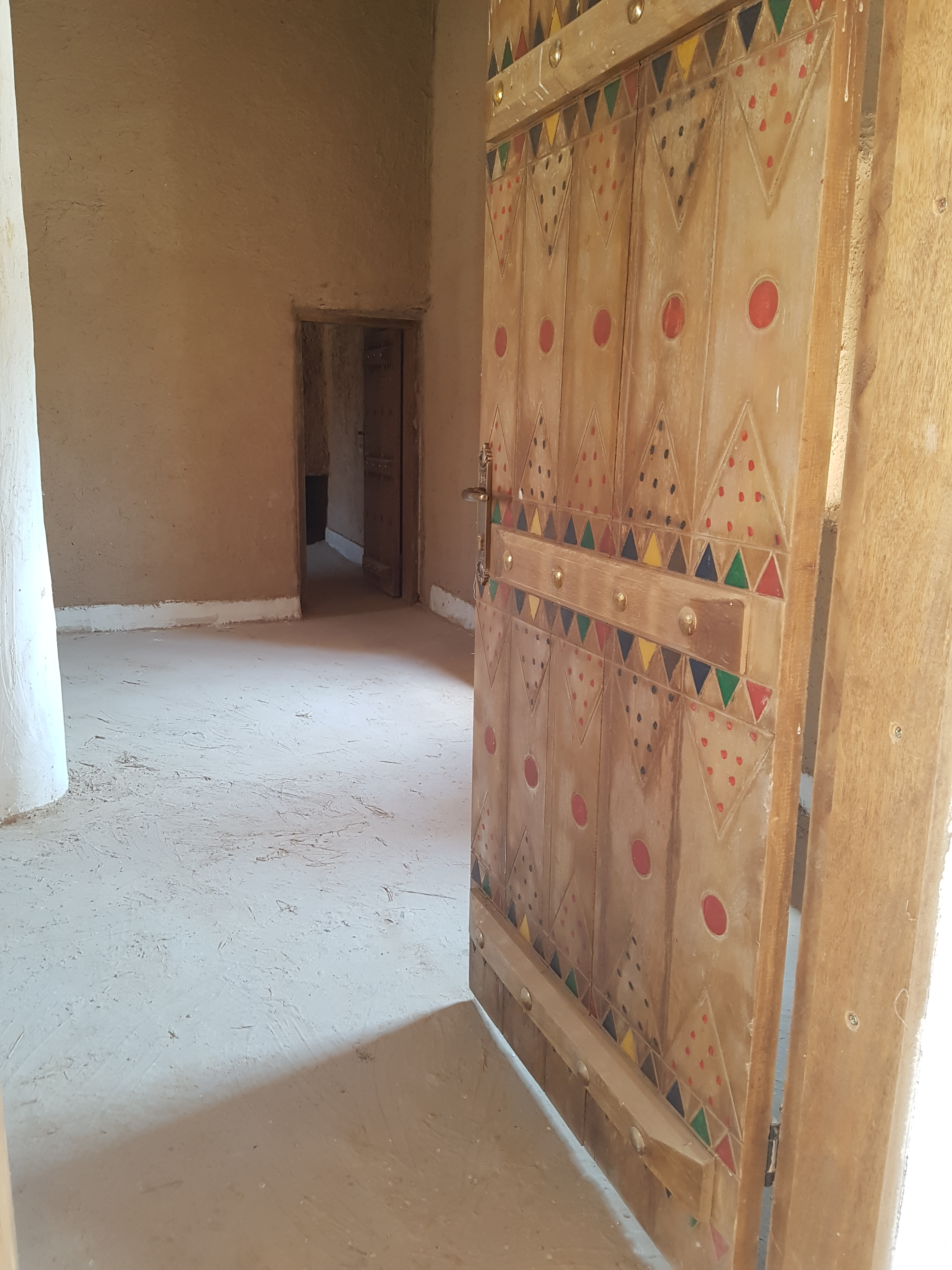
صور من داخل المركز
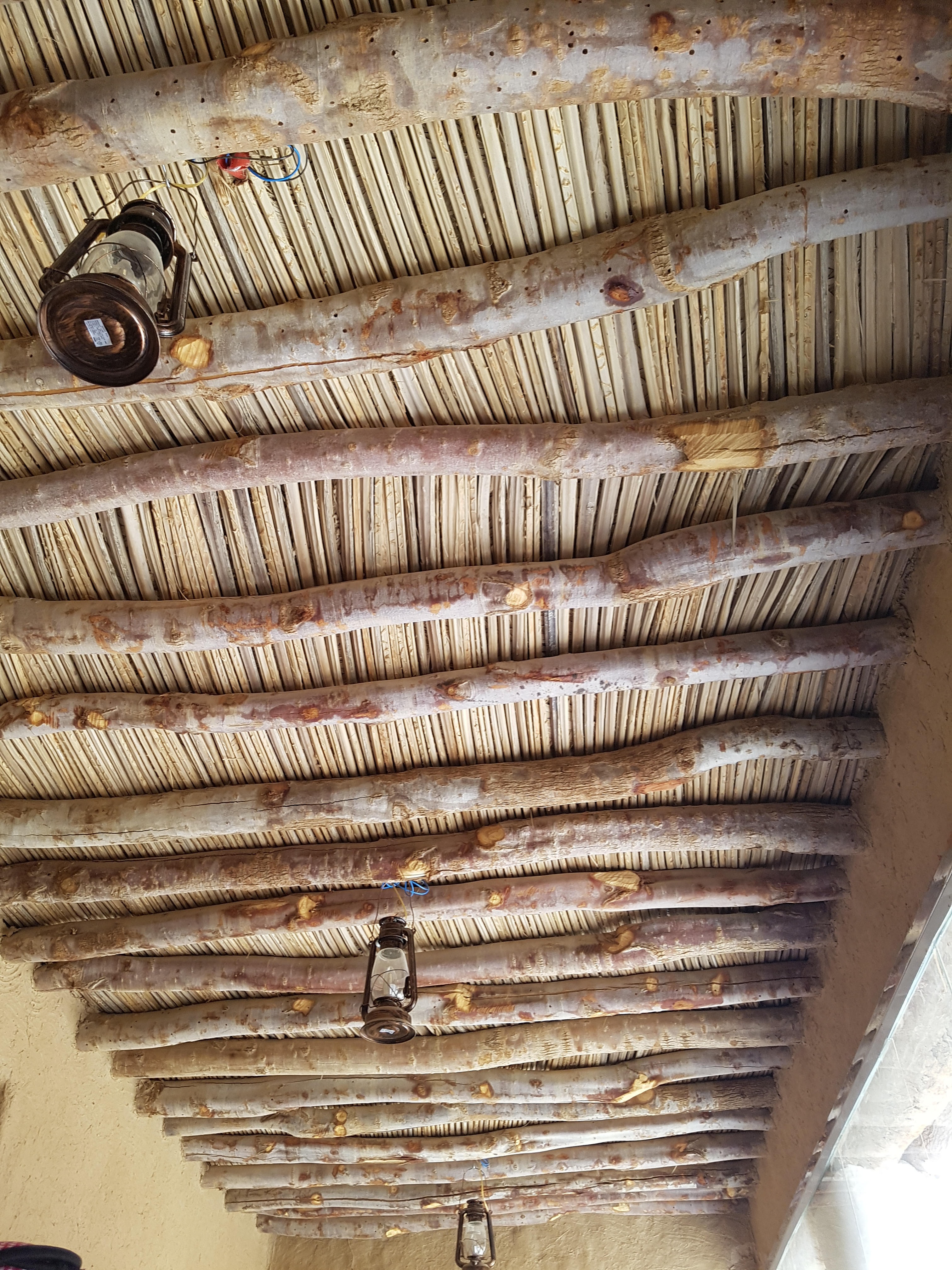
صورة للأسقف الداخلية للمركز

### العيينة
- عين العيينة:

هي عين تمر على أغلب مزارع العيينة وتسقى مزارعها.
- قصر بن معمر:

هو قصر شُيد قبل 600 سنة وتم تحصينه بسور ضخم تزيد سماكته عن مترين. وهو قصر أثري حظي باهتمام الدولة من قبل الأمير سلطان بن سلمان رئيس الهيئة العامة للسياحة والتراث الوطني سابقا.
- مسجد الشيخ محمد بن عبد الوهاب:

هو مسجد ملاصق لقصر بن معمر من الجهة الشمالية. وكان يعتبر من أكبر وأشهر جوامع العيينة قديمًا، كما كان له دورًا بارزًا في الحياة الدينية وكان وجهة طلاب العلم في نجد وتخرج منه عددًا من العلماء.

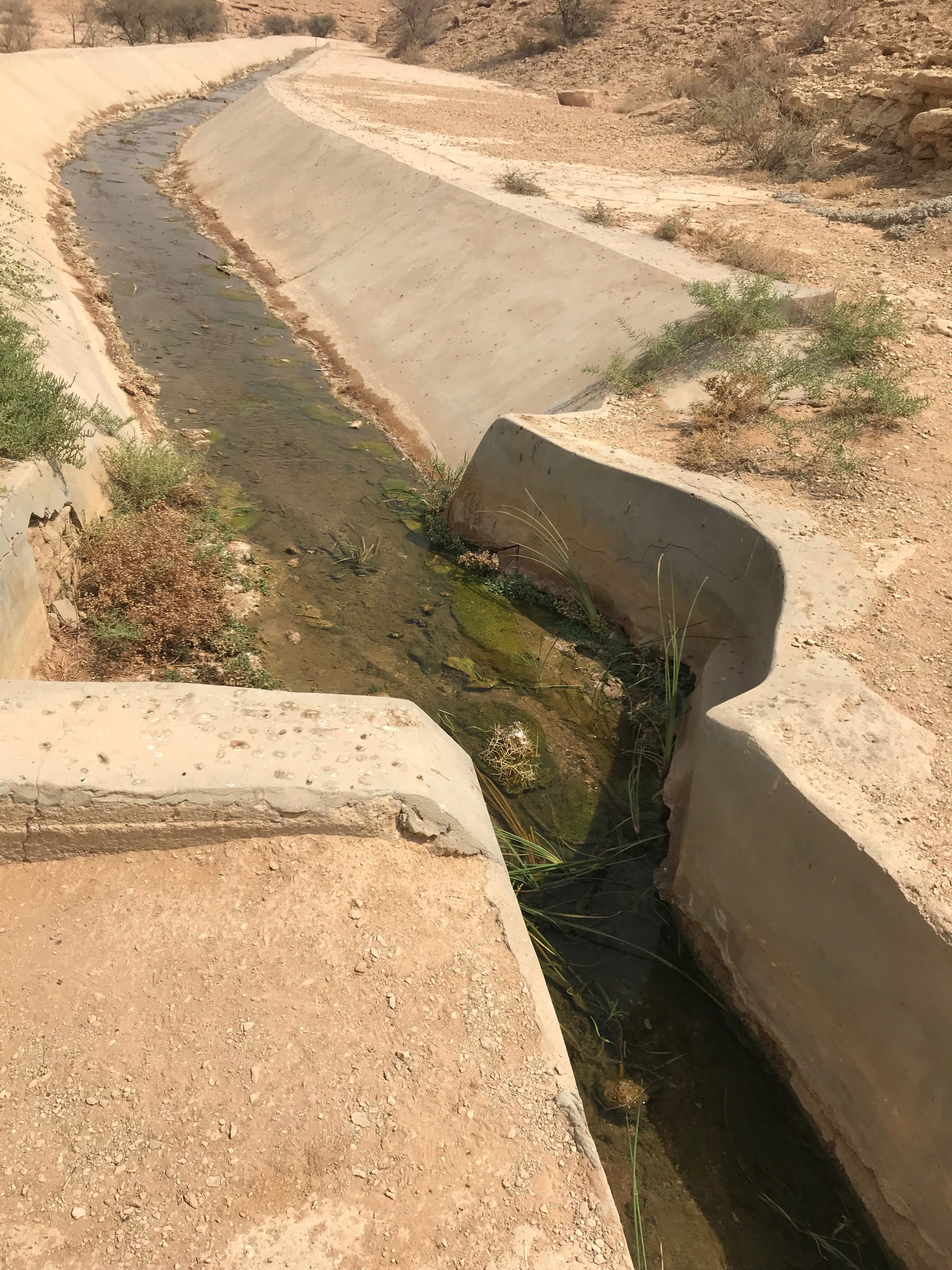
عين العيينة
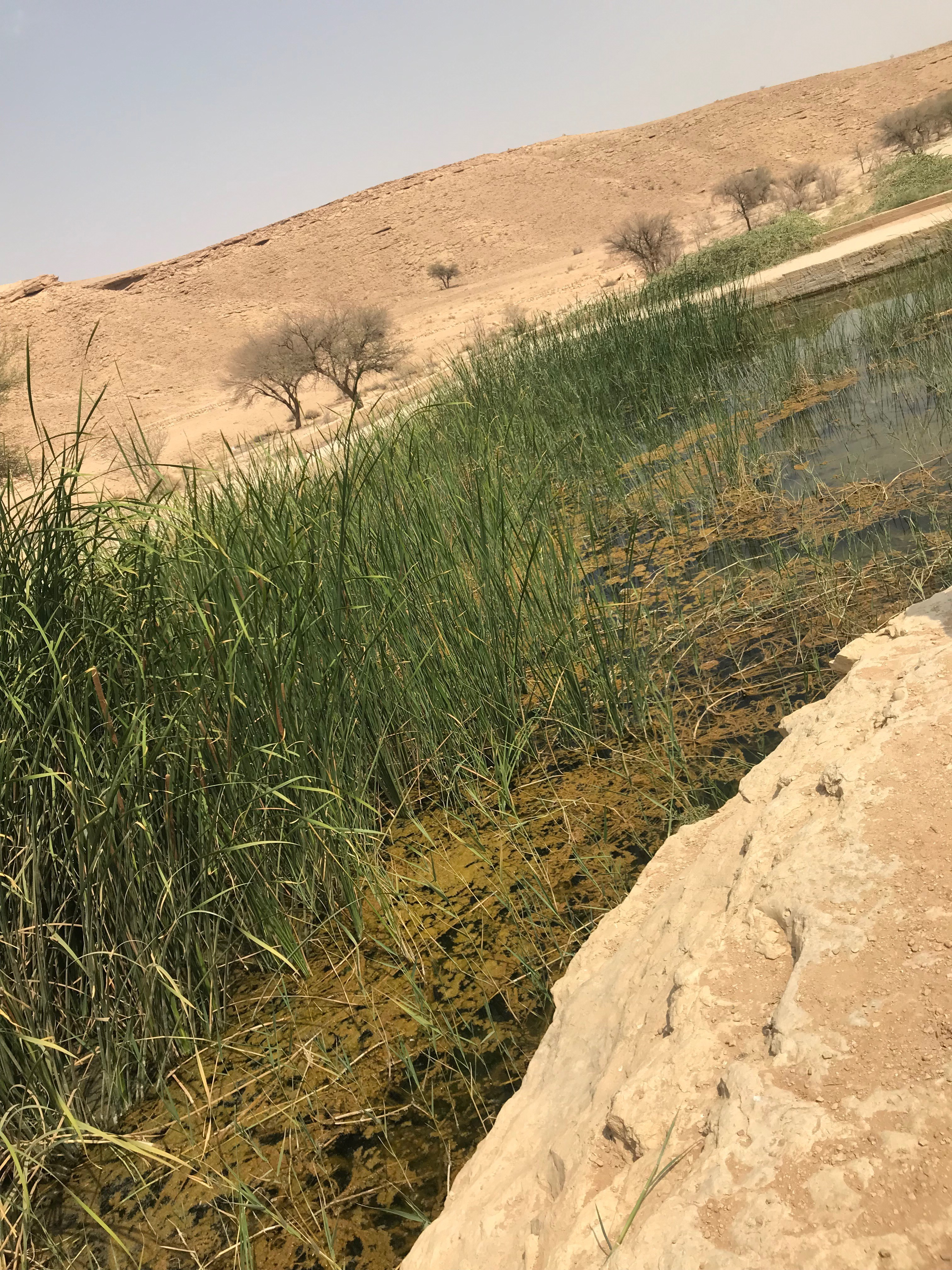
منبع العين
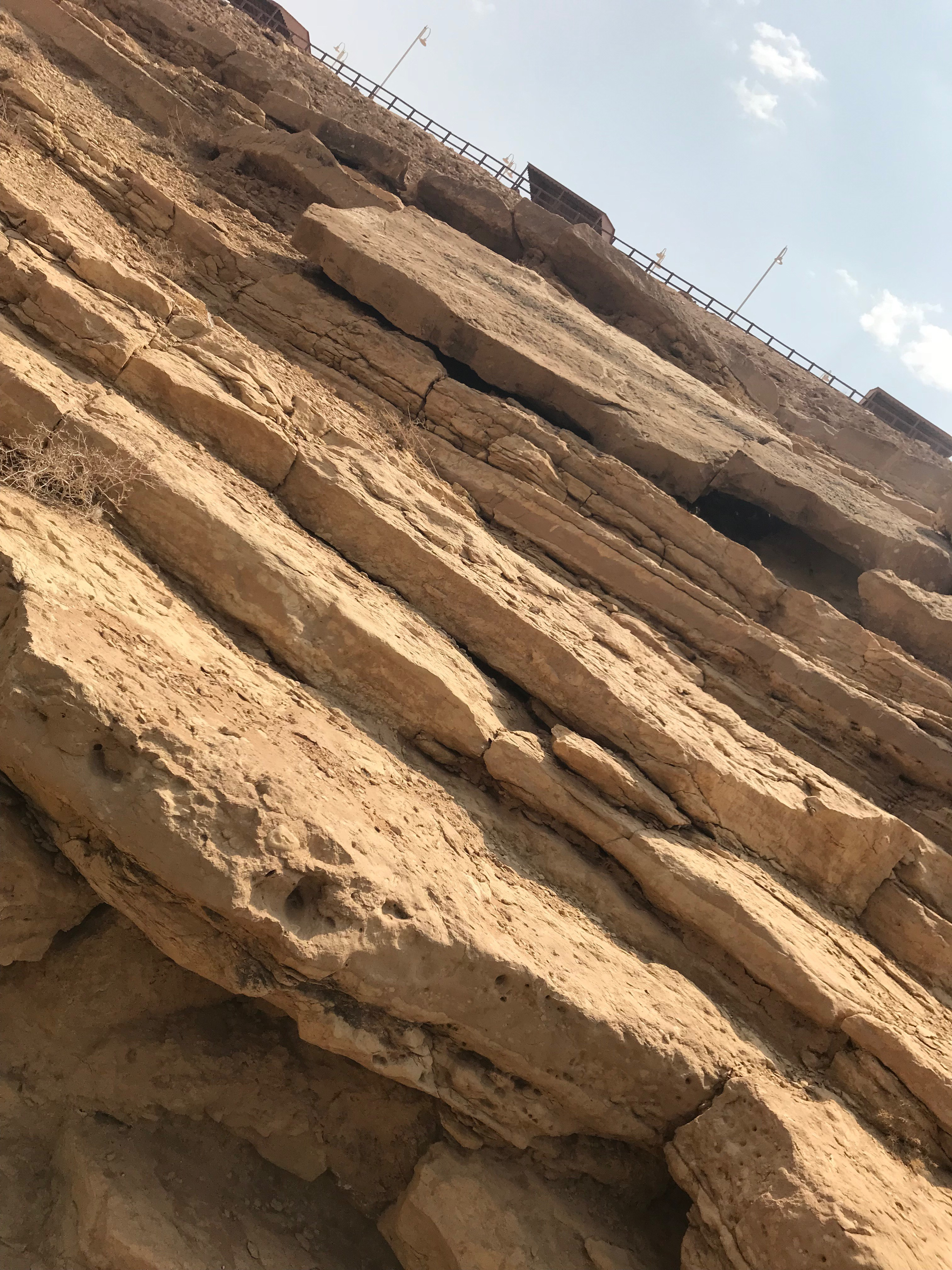
اماكن استراحات قامت بلدية العيينة ببنائها
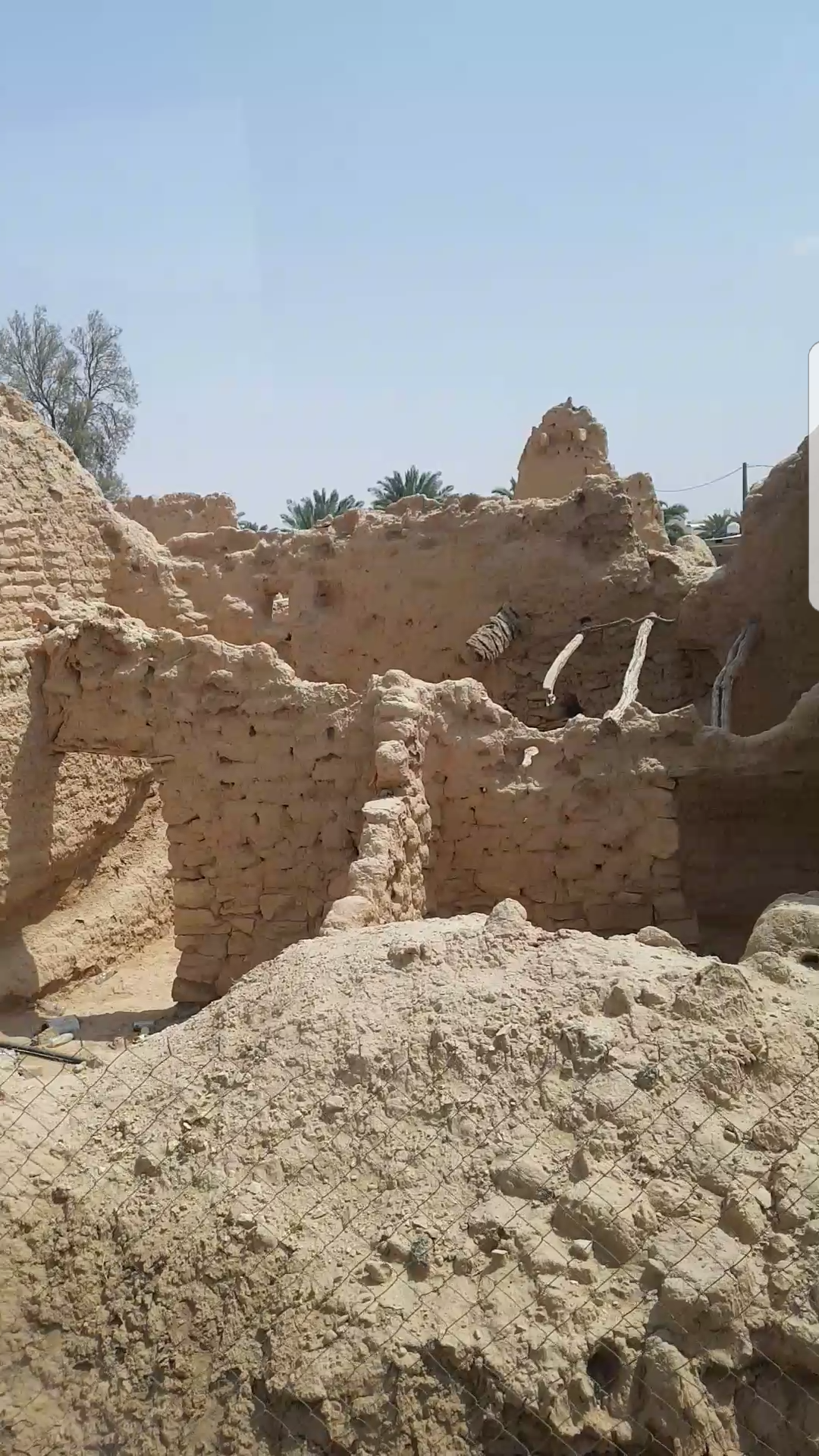
بقايا قصر بن معمر

## وصلات خارجية
- «العيينة» شهدت أشرس حروب الردة.. ومسقط رأس الشيخ محمد بن عبد الوهاب.